# Якупи, Лирим
Ли́рим Яку́пи — полевой командир АОК, АОПМБ и АНА.
Властями Сербии и UNMIK обвиняется в терроризме.

## Биография
Родился в 1979 году в общине Буяновац.
Участвует в незаконных вооружённых формированиях с 1992 года.
В 1999 году — один из основателей АОПМБ. Участвовал в конфликте в Прешевской долине. После операции «Браво» отказался сдаваться противнику и бежал на территорию Косова в Гнилане, где был арестован представителями KFOR. Освободился в 2002 году, и незаконно перебрался в Швейцарию.
В 2003 году присоединился к АНА.
18 августа 2007 года Якупи и ещё семеро заключённых бежали из косовской тюрьмы. Беглецы скрылись на территории Македонии.
Командовал албанской группировкой во время проведения македонской полицией контртеррористической операции 7−11 ноября 2007 года под названием «Буря в горах». Его группировка была разбита, но самому ему удалось выжить.
В 2009 году по приказу Лирима Якупи было совершено два террористических акта на территории Прешевской долины. В результате были ранены два представителя жандармерии, а также женщина и ребёнок албанской национальности.
Командовал албанскими боевиками во время нападения на македонскую полицию 29 апреля 2010 года.
6 сентября 2010 года был арестован косовской полицией.